# Незабываемый 1919 год
«Незабываемый 1919 год» — художественный фильм, поставленный в 1951 году режиссёром Михаилом Чиаурели по пьесе Всеволода Вишневского «Незабываемый 1919-й».

## Сюжет
Май 1919 года, разгар Гражданской войны. Руководство Петрограда в панике, что не может остановить наступление белых. Товарищ Сталин спасает молодую Республику Советов, появившись на фронте в самый драматический момент. Сюжет полностью соответствует изложению истории в «Кратком курсе ВКП(б)».
Фильм является ярким образцом сталинианы в советском кинематографе 1950-х годов.

## В ролях
- Борис Андреев — Шибаев
- Михаил Геловани — Сталин
- Павел Молчанов — Ленин
- Гавриил Белов — Калинин
- Борис Оленин — Григорий Зиновьев
- Николай Комиссаров — генерал Неклюдов
- Владимир Кенигсон — Дэкс-Урванцов
- Евгений Самойлов — Александр Неклюдов
- Андрей Попов — Николай Неклюдов
- Муза Крепкогорская — горничная Лиза
- Сергей Лукьянов — генерал Родзянко
- Павел Массальский — полковник Вадбольский
- Борис Дмоховский — капитан Эгар[англ.]
- Иван Соловьёв — адмирал Коуэн
- Виктор Станицын — сэр Уинстон Черчилль
- Гнат Юра — Клемансо
- Виктор Кольцов — Ллойд-Джордж
- Л. Корсаков — президент США Вильсон
- Владимир Ратомский — Потапов
- Глеб Романов — командир бронемашины
- Михаил Яншин — полковник Буткевич
- Николай Гарин — Рыбалтовский
- Анастасия Георгиевская — Милочка
- Марина Ковалёва — Катя Данилова
- Ангелина Степанова — Ольга Семёновна Буткевич
- Евгений Моргунов — анархист
- Всеволод Санаев — Савинков (нет в титрах)
- Михаил Названов — князь Голицын (нет в титрах)
- Константин Барташевич — морской офицер (нет в титрах)
- Георгий Данелия — гитарист (нет в титрах)
- Александр Баранов — эпизод (нет в титрах)

## Съёмочная группа
- Режиссёр: Михаил Чиаурели
- Звукорежиссёр: Борис Вольский
- Сценаристы: Всеволод Вишневский, Михаил Чиаурели, Александр Филимонов
- Художник-постановщик: Владимир Каплуновский
- Художники фильма по костюмам: Валентин Перелётов, В. Яковлев, Леонид Сойфертис, Сергей Воронков
- Операторы: Леонид Косматов, Владимир Николаев
- Композитор: Дмитрий Шостакович
- Директор: Виктор Циргиладзе

Фильм снимался на оригинальной натуре — в окрестностях форта Красная Горка и на самом форте. Фильм был упомянут в докладе Н. С. Хрущёва «О культе личности и его последствиях» на XX съезде КПСС в 1956 году: «Сталин очень любил смотреть фильм „Незабываемый 1919-й год“, где он изображён едущим на подножке бронепоезда и чуть ли не саблей поражающим врагов». Однако в упомянутом эпизоде Сталин просто стоит на подножке едущего бронепоезда, но в руках держит не саблю, а свою знаменитую трубку.

## Критика
В 1957 году Н. С. Хрущёв привёл её в качестве примера (наряду с кинолентой «Кубанские казаки») слащавых и приторных фильмов.